# ジャコモ・ドゥラッツォ

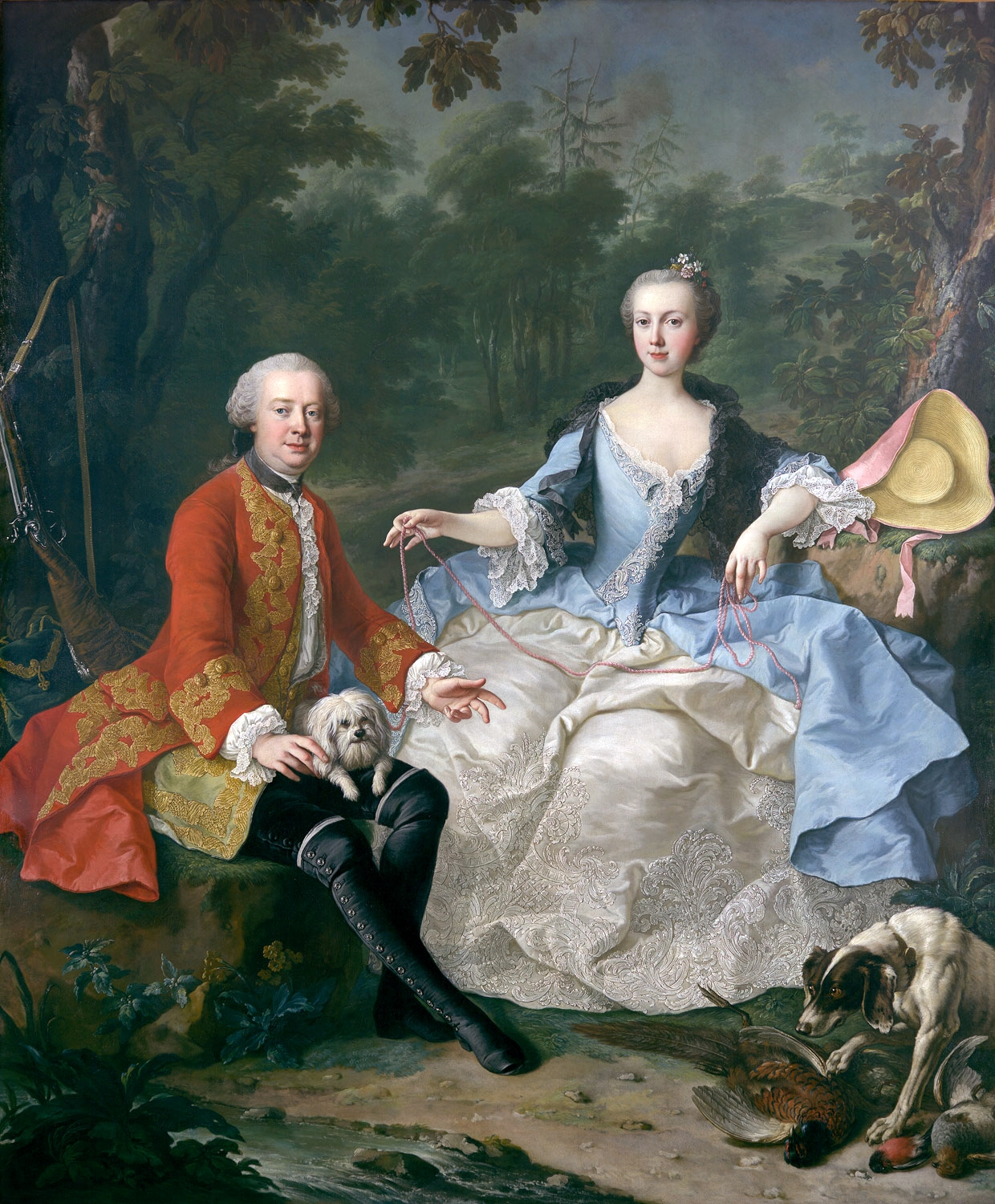
ドゥラッツォ夫妻の肖像。マルティン・ファン・マイテンス画、1760年代

ジャコモ・ドゥラッツォ伯爵（Giacomo Durazzo、1717年4月27日 - 1794年10月15日）はイタリアの外交官でインプレサリオ。1754年から1764年までウィーン宮廷劇場の監督として、グルックらを採用してオペラ改革を進めたことで知られる。

## 生涯
ジャコモ・ドゥラッツォは1717年にジェノヴァで生まれた。ドゥラッツォ家はジェノヴァ共和国の名家で、兄のマルチェッロ (Marcello Durazzo (Doge of Genoa)) はジェノヴァのドージェをつとめている。ジャコモ・ドゥラッツォは音楽や演劇を含む高い教育を受けることができた。
1749年にジェノヴァ大使としてウィーンに赴任した。1752年に大使を離任していったん帰国したが、ふたたびウィーンに戻り、宰相カウニッツによって1754年にウィーンの宮廷劇場（ブルク劇場とケルントナートーア劇場の両方）の監督に任命された。カウニッツの回想録によると、宰相就任以前からフランスとの同盟（外交革命）をカウニッツは考えており、その一環としてウィーンにフランスオペラを導入した。パリと強い関係を持つドゥラッツォはカウニッツの目的に合う人物だった。ただしジェノヴァはオーストリア継承戦争で敵側についた国であり、ドゥラッツォは常にマリア・テレジアから危険人物視されていた。
ドゥラッツォはパリの友人であるファヴァール (Charles Simon Favart) を介してフランスのオペラ・コミックを輸入し、セリフはほぼそのまま使用、音楽をグルックやシュタルツァー (Josef Starzer) に作曲させてウィーンで上演した。シュタルツァーは宮廷バレエ作曲家だったが1758年にサンクトペテルブルクに移り、ドゥラッツォはグルックをその後任とした。
1760年にヨーゼフ（のちの皇帝ヨーゼフ2世）とパルマ公の娘であるイザベラの結婚を祝してトラエッタにオペラ『アルミーダ』を作曲させた。ハーツによるとこれはグルックの作品に先立つ改革オペラだったが成功せず、イザベラが1763年に没して翌年トラエッタもウィーンを離れたために、その後はあまり言及されることがなかった。
より重要な作品はグルックによるもので、台本作家のラニエーリ・デ・カルツァビージと組んで1761年にバレエ・パントマイム『ドン・ジュアン』（1761年）およびオペラ『オルフェオとエウリディーチェ』（1762年）を作曲した。ドゥラッツォは音楽が耳に快いだけでなく演劇の情景を伝えるものであるべきだとする考えを持っていたが、その点で『オルフェオとエウリディーチェ』はトラエッタの『アルミーダ』よりもはるかに進んだ作品だった。
ドゥラッツォは1754年にヴァイセンヴォルフ伯爵家 (de:Ungnad von Weissenwolff) のエルネスティーネ・アロイジアと結婚した。ハーツによると、エステルハージ侯爵ニコラウス1世夫人もヴァイセンヴォルフ家の人物であり、おそらくこのためにドゥラッツォはエステルハージ家と特別な関係を結んだ。1760年にエステルハージ侯爵がアイゼンシュタットに新しい劇場を作ろうとしたときにドゥラッツォがその設計を援助しており、またハイドンの作品が1764年以降しばしばパリで印刷されているのは、パリに強いコネを持ったドゥラッツォが媒介しているのではないかという。
1764年にフランクフルトでローマ王として戴冠したヨーゼフ2世によって劇場監督を罷免され、ウィーンを去ってヴェネツィアに大使として赴任した。ここでドゥラッツォは公務のほかに古書、絵画、楽譜などの収集につとめた。ドゥラッツォの収集した楽譜（とくにアントニオ・ヴィヴァルディの自筆譜で有名）は現在国立トリノ大学図書館が所蔵している。
1784年に大使を辞任した後もヴェネツィアに住み続け、そこで1794年に没した。